# Mary Cain
Pour les articles homonymes, voir Cain (homonymie).
Mary Cain (née le 3 mai 1996 à New York) est une athlète américaine, spécialiste des courses de demi-fond.

## Biographie
Elle se distingue en 2012 à l'âge de seize ans en devenant championne des États-Unis junior en 4 min 14 s 74, et en se classant sixième des championnats du monde juniors de Barcelone.
En début de saison 2013, en catégorie senior, elle remporte le titre national en salle du Mile (5 min 5 s 68). Créditée de 4 min 4 s 62 sur 1 500 m en mai 2013 à Los Angeles, elle se classe deuxième des championnats des États-Unis en plein air, à Des Moines, derrière sa compatriote Treniere Moser. Elle se qualifie pour les championnats du monde de Moscou et devient à dix-sept ans la plus jeune athlète sélectionnée par l'équipe des États-Unis dans cette compétition. Après avoir atteint la dixième place de la finale des championnats du monde, elle reçoit en novembre 2013 à l'occasion du Gala de l'athlétisme à Monaco l'IAAF Rising Star Award récompensant un jeune athlète ayant réussi une performance exceptionnelle pour son âge.
En 2014, elle entre à l'Université de Portland pour rejoindre l'Oregon Project d'Alberto Salazar. Cette année-là, elle remporte le 3 000 mètres des Championnats du monde juniors à Eugene en 8 min 58 s 48 devant les Kényanes Lilian Kasait Rengeruk et Valentina Chepkwemoi Mateiko.
Le 12 mai 2019, elle termine pour la première fois une course en deux ans et demi en remportant la Japan Four Mile de New York en 21 min 50 s.

## Oregon Project
En 2013, elle signe pour le Oregon Project d'Alberto Salazar sponsorisé par Nike. Le 7 novembre 2019, elle publie une vidéo de 7 minutes dans laquelle elle affirme avoir été maltraitée « physiquement et émotionnellement » par Salazar.
Après quelques mois dans l'équipe du projet, elle est touchée par l’ostéoporose et par une aménorrhée en raison de la pression exercée par l'entraîneur pour qu'elle perde du poids. Prise de pensées suicidaires et s'automutilant,, elle quitte finalement le projet en octobre 2016 et retourne à New York.

## Palmarès
| Date | Compétition                   | Lieu      | Résultat | Épreuve | Temps         |
| ---- | ----------------------------- | --------- | -------- | ------- | ------------- |
| 2012 | Championnats du monde juniors | Barcelone | 6e       | 1 500 m | 4 min 11 s 01 |
| 2013 | Championnats du monde         | Moscou    | 9e       | 1 500 m | 4 min 07 s 19 |
| 2014 | Championnats du monde juniors | Eugene    | 1re      | 3 000 m | 8 min 58 s 48 |

### Records
| Épreuve | Performance   | Lieu        | Date        |
| ------- | ------------- | ----------- | ----------- |
| 1 500 m | 4 min 04 s 62 | Los Angeles | 17 mai 2013 |